# Статус Брэда
«Статус Брэда» (англ. Brad's Status) — американский трагикомедийный фильм, снятый режиссёром Майком Уайтом. Его премьера состоялась 9 сентября 2017 года на 42-м международном кинофестивале в Торонто.

## Сюжет
Жизнь Брэда, мужчины средних лет, можно назвать вполне успешной и состоявшейся. У него есть жена-красотка и сын Трой, достижениями в учебе которого он очень гордится. Трой недавно окончил школу и отец с сыном отправляются в ознакомительный тур по колледжам восточного побережья. В ходе путешествия Брэд встречает друзей детства и юности, бывших одноклассников и однокурсников и считает себя в сравнении с ними полным неудачником. Брэд полагает, что обязательно должен что-то изменить в себе. Но не так ли уж это легко и необходимо, как может показаться. Разуверившись в собственных возможностях, он решает полностью переключиться на воспитание уже почти взрослого сына.

## В ролях
- Бен Стиллер — Брэд Слоан
- Майкл Шин — Крейг Фишер
- Дженна Фишер — Мелани Слоан
- Люк Уилсон — Джейсон Хэтфилд
- Остин Абрамс — Трой Слоан
  - Девон Пакер — Трой в детстве
- Джемейн Клемент — Билли Уирситер
- Джимми Киммел — в роли самого себя

## Производство
О старте съёмок студия Plan B Entertainment анонсировала 13 июля 2016 года, сообщив, что кресло режиссёра займёт Уайт, а главную роль исполнит Бен Стиллер. 31 октября к проекту присоединились Майкл Шин, Дженна Фишер и Люк Уилсон.